# Bourg (métro de Lille)
Pour les articles homonymes, voir Bourg.
Bourg est une station de la ligne 2 du métro de Lille. Elle est située au bord de l'avenue de Dunkerque sous la place du Maréchal-Leclerc, à côté de l'église Notre-Dame-de-la-Visitation, dans la commune-associée de Lomme, à Lille.
Elle est mise en service en 1989.

## Situation sur le réseau
La station Bourg du métro de Lille est établie sur la ligne 2 entre les stations Saint-Philibert et Maison des Enfants.

## Histoire
La station est ouverte le 1er avril 1989 lors de la mise en route de la ligne 1 bis, devenue en 1994 la ligne 2. elle doit son nom au quartier Bourg, qui correspond au cœur historique  de Lomme.

## Service aux voyageurs

### Accueil et accès
La station dispose de deux accès et d'un ascenseur en surface; elle est bâtie sur 3 niveaux : niveau - 1 : achat et validation des titres ; niveau - 2 : niveau intermédiaire permettant de choisir la direction de son trajet ; niveau - 3 : voies centrales et quais opposés. Les murs de la station sont ornés de nombreux documents (plans et photos d'époque) qui retracent l'histoire de la ville et en particulier du quartier.

Architecture intérieure
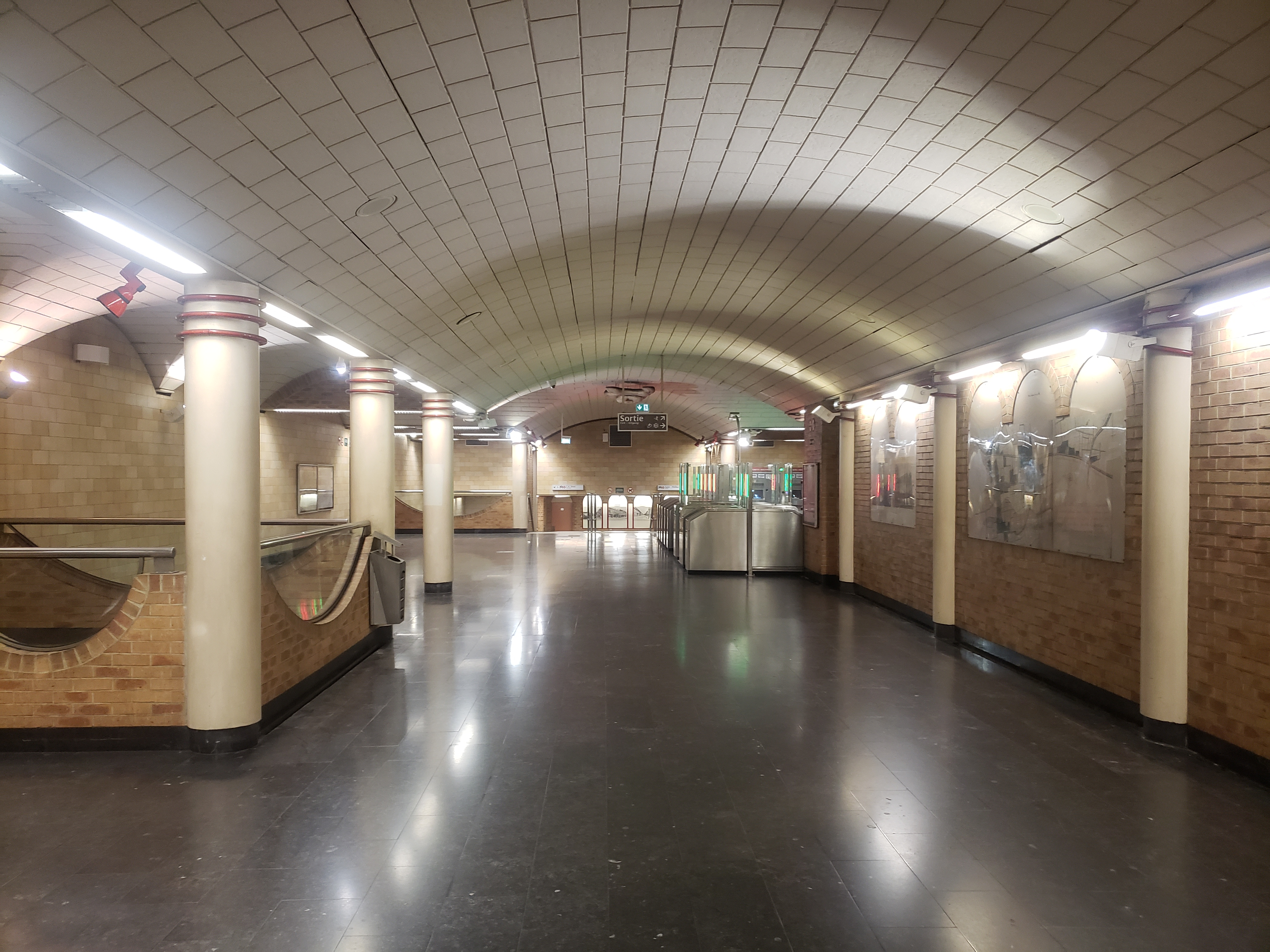
Vue générale de la mezzanine
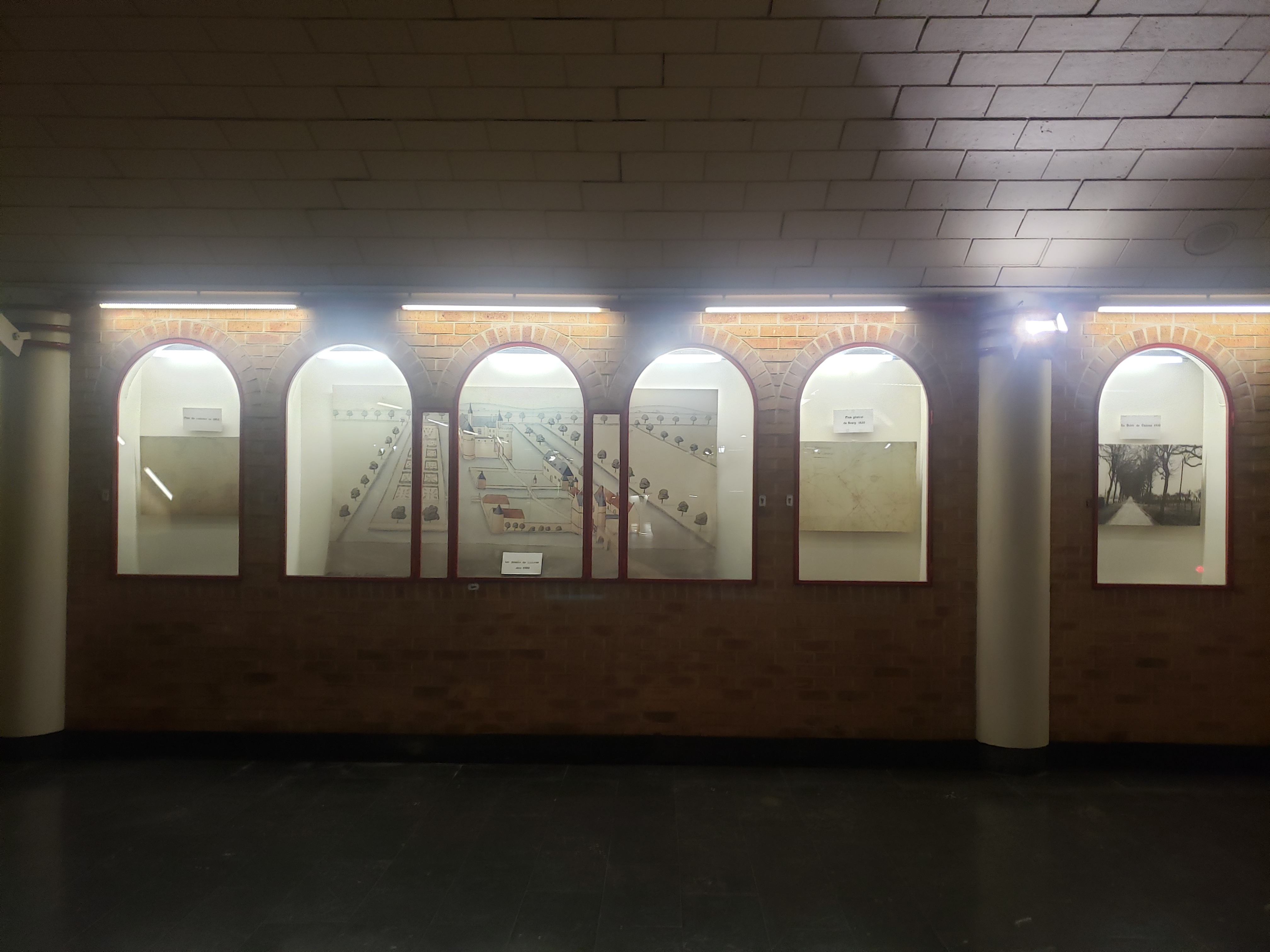
Détail mural de la mezzanine
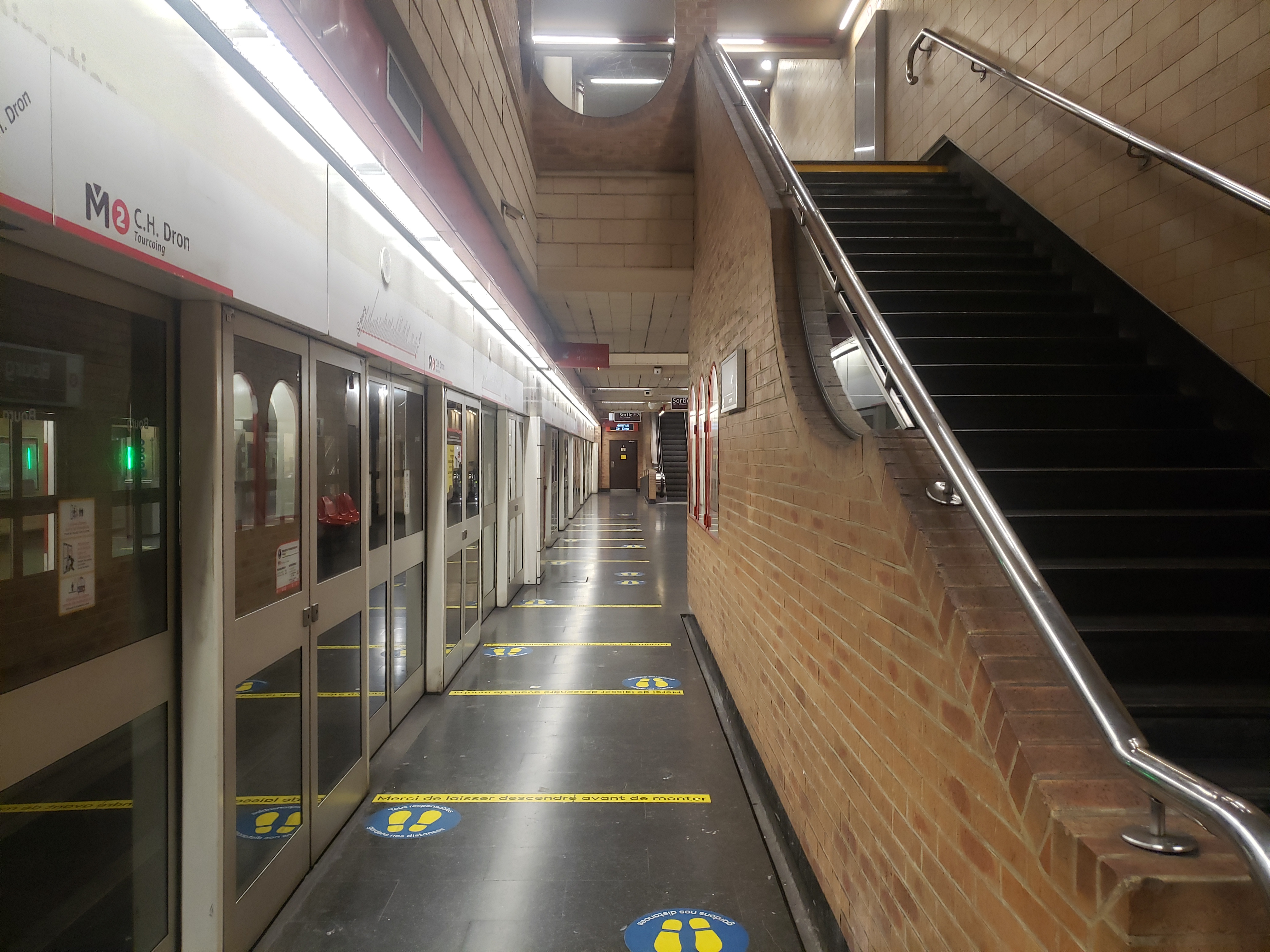
Vue générale du quai (39 mètres) en direction de CH Dron
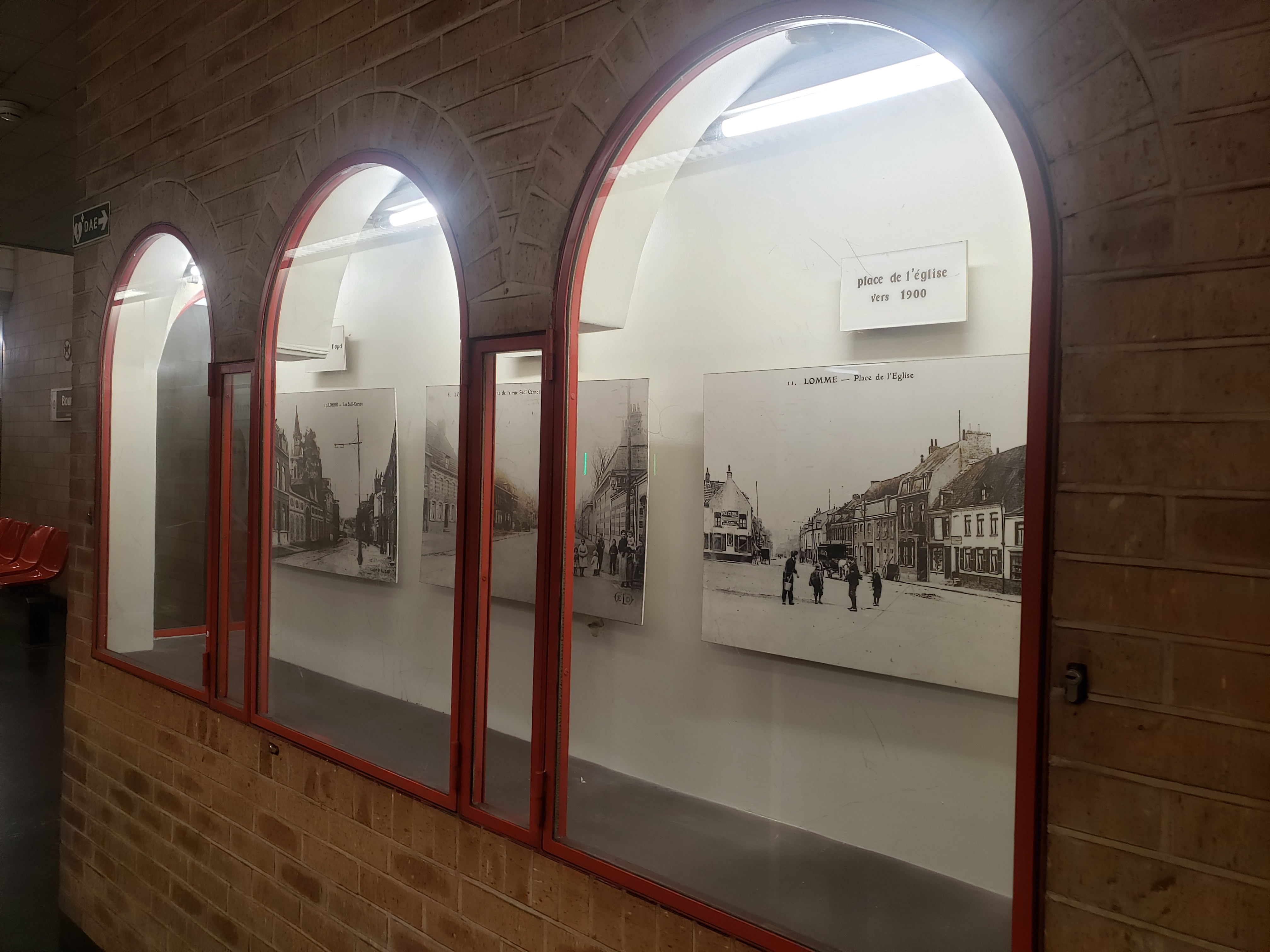
Détail mural du quai en direction de CH Dron

### Intermodalité
Le stationnement de vélos est possible à proximité de la station.
La station est desservie par la ligne CO3 du réseau Ilévia.